# Liste der Naturschutzgebiete im Landkreis Nordwestmecklenburg
Im Landkreis Nordwestmecklenburg gibt es 39 Naturschutzgebiete.
| Name des Gebietes                                              | Bild           | Kennung | WDPA   | Landkreis / Stadt                                            | Beschreibung / Bemerkungen | Standort | Fläche in Hektar | Datum der Verordnung |
| -------------------------------------------------------------- | -------------- | ------- | ------ | ------------------------------------------------------------ | -------------------------- | -------- | ---------------- | -------------------- |
| Brooker Wald                                                   |                | N 24    | 162573 | Landkreis Nordwestmecklenburg                                |                            | Position | 51               | 1961                 |
| Campower Steilufer                                             |                | N 149   | 162672 | Landkreis Nordwestmecklenburg                                |                            | Position | 13               | 1990                 |
| Dambecker Seen                                                 | weitere Bilder | N 53    | 14322  | Landkreis Nordwestmecklenburg                                |                            | Position | 195              | 1967                 |
| Das Alte Moor bei Drispeth                                     |                | N 107   | 162706 | Landkreis Nordwestmecklenburg                                |                            | Position | 12               | 1982                 |
| Der Ewige Teich                                                |                | N 150   | 162725 | Landkreis Nordwestmecklenburg                                |                            | Position | 21               | 1990                 |
| Döpe                                                           | weitere Bilder | N 19    | 14323  | Landkreis Nordwestmecklenburg, Landkreis Ludwigslust-Parchim |                            | Position | 214              | 1941                 |
| Drispether Moor                                                | weitere Bilder | N 313   | 318295 | Landkreis Nordwestmecklenburg                                |                            | Position | 69               | 1938                 |
| Fauler See – Rustwerder/Poel                                   | weitere Bilder | N 126   | 163030 | Landkreis Nordwestmecklenburg                                |                            | Position | 137              | 1984                 |
| Goldensee                                                      | weitere Bilder | N 155   | 163275 | Landkreis Nordwestmecklenburg                                |                            | Position | 174              | 1990                 |
| Grambower Moor                                                 | weitere Bilder | N 109   | 163301 | Landkreis Nordwestmecklenburg, Landkreis Ludwigslust-Parchim |                            | Position | 571              | 1994                 |
| Insel Langenwerder                                             | weitere Bilder | N 6     | 9322   | Landkreis Nordwestmecklenburg                                |                            | Position | 58               | 1937                 |
| Insel Walfisch                                                 | weitere Bilder | N 140   | 378101 | Landkreis Nordwestmecklenburg                                |                            | Position | 72               | 2010                 |
| Kalkflachmoor und Mergelgruben bei Degtow                      |                | N 280   | 378105 | Landkreis Nordwestmecklenburg                                |                            | Position | 66               | 2012                 |
| Kammerbruch                                                    |                | N 157   | 164012 | Landkreis Nordwestmecklenburg                                |                            | Position | 143              | 1990                 |
| Kiekbuschwiesen bei Neuhof                                     |                | N 158   | 164063 | Landkreis Nordwestmecklenburg                                |                            | Position | 51               | 1990                 |
| Kuhlrader Moor und Röggeliner See                              | weitere Bilder | N 63    | 14346  | Landkreis Nordwestmecklenburg                                |                            | Position | 307              | 1967                 |
| Küstenlandschaft zw. Priwall u. Barendorf m. Harkenbäkniederg. | weitere Bilder | N 144   | 318699 | Landkreis Nordwestmecklenburg                                |                            | Position | 541              | 2000                 |
| Lankower See                                                   | weitere Bilder | N 160   | 164375 | Landkreis Nordwestmecklenburg                                |                            | Position | 130              | 1990                 |
| Mechower See                                                   |                | N 164   | 164591 | Landkreis Nordwestmecklenburg                                |                            | Position | 185              | 1990                 |
| Moorer Busch                                                   |                | N 179   | 164673 | Landkreis Nordwestmecklenburg                                |                            | Position | 111              | 1993                 |
| Moorrinne von Klein Salitz bis zum Neuenkirchener See          | weitere Bilder | N 320   | 378125 | Landkreis Nordwestmecklenburg, Landkreis Ludwigslust-Parchim |                            | Position | 858              | 2006                 |
| Neuendorfer Moor                                               | weitere Bilder | N 324   | 378134 | Landkreis Nordwestmecklenburg                                |                            | Position | 169              | 2007                 |
| Niendorf-Bernstorffer Binnensee                                |                | N 178   | 164819 | Landkreis Nordwestmecklenburg, Landkreis Ludwigslust-Parchim |                            | Position | 582              | 1990                 |
| Pohnstorfer Moor                                               |                | N 326   | 344829 | Landkreis Nordwestmecklenburg                                |                            | Position | 33               | 2005                 |
| Radegasttal                                                    | weitere Bilder | N 308   | 378344 | Landkreis Nordwestmecklenburg                                |                            | Position | 346              | 2006                 |
| Ramper Moor                                                    |                | N 121   | 165094 | Landkreis Ludwigslust-Parchim, Landkreis Nordwestmecklenburg |                            | Position | 164              | 1982                 |
| Rothenmoorsche Sumpfwiese                                      | weitere Bilder | N 118   | 165233 | Landkreis Nordwestmecklenburg                                |                            | Position | 13               | 1982                 |
| Rustwerder                                                     | weitere Bilder | N 82    | 165267 | Landkreis Nordwestmecklenburg                                |                            | Position | 31               | 1971                 |
| Santower See                                                   | weitere Bilder | N 269   | 319048 | Landkreis Nordwestmecklenburg                                |                            | Position | 251              | 2003                 |
| Schanzenberge bei Mankmoos                                     | weitere Bilder | N 315   | 319056 | Landkreis Nordwestmecklenburg                                |                            | Position | 11               | 1998                 |
| Schönwolder Moor                                               | weitere Bilder | N 85    | 14357  | Landkreis Nordwestmecklenburg                                |                            | Position | 142              | 1972                 |
| Selmsdorfer Traveufer                                          |                | N 242   | 165556 | Landkreis Nordwestmecklenburg                                |                            | Position | 123              | 1995                 |
| Stepenitz- und Maurine-Niederung                               |                | N 259   | 165730 | Landkreis Nordwestmecklenburg                                |                            | Position | 516              | 1996                 |
| Tarnewitzer Huk                                                | weitere Bilder | N 275   | 378369 | Landkreis Nordwestmecklenburg                                |                            | Position | 67               | 1993                 |
| Teichgebiet Wismar-Kluß                                        | weitere Bilder | N 146   | 165848 | Landkreis Nordwestmecklenburg                                |                            | Position | 180              | 1995                 |
| Trollblumenwiese Neukloster                                    |                | N 277   | 163131 | Landkreis Nordwestmecklenburg                                |                            | Position | 19               | 2003                 |
| Uferzone Dassower See                                          | weitere Bilder | N 143   | 319234 | Landkreis Nordwestmecklenburg                                |                            | Position | 148              | 2000                 |
| Wakenitzniederung                                              | weitere Bilder | N 145   | 378377 | Landkreis Nordwestmecklenburg                                |                            | Position | 297              | 1992                 |
| Weißes und Schwarzes Moor                                      |                | N 317   | 319308 | Landkreis Nordwestmecklenburg                                |                            | Position | 124              | 2003                 |

## Quelle
- Landesamt für Umwelt, Naturschutz und Geologie Mecklenburg-Vorpommern, Liste der Naturschutzgebiete (Version vom 31. Dezember 2015)
- Common Database on Designated Areas Datenbank, Version 14